# Kropîvne, Nijîn
Kropîvne (în ucraineană Кропивне) este un sat în comuna Hrîhoro-Ivanivka din raionul Nijîn, regiunea Cernihiv, Ucraina. În secolul al XIX-lea, satul făcea parte din volostul Talalaiivka, uezdul Nijîn.

## Demografie
Componența lingvistică a localității Kropîvne
     Ucraineană (98,92%)
     Rusă (1,08%)
Conform recensământului din 2001, majoritatea populației localității Kropîvne era vorbitoare de ucraineană (98,92%), existând în minoritate și vorbitori de rusă (1,08%).